# Gabrielle Petit

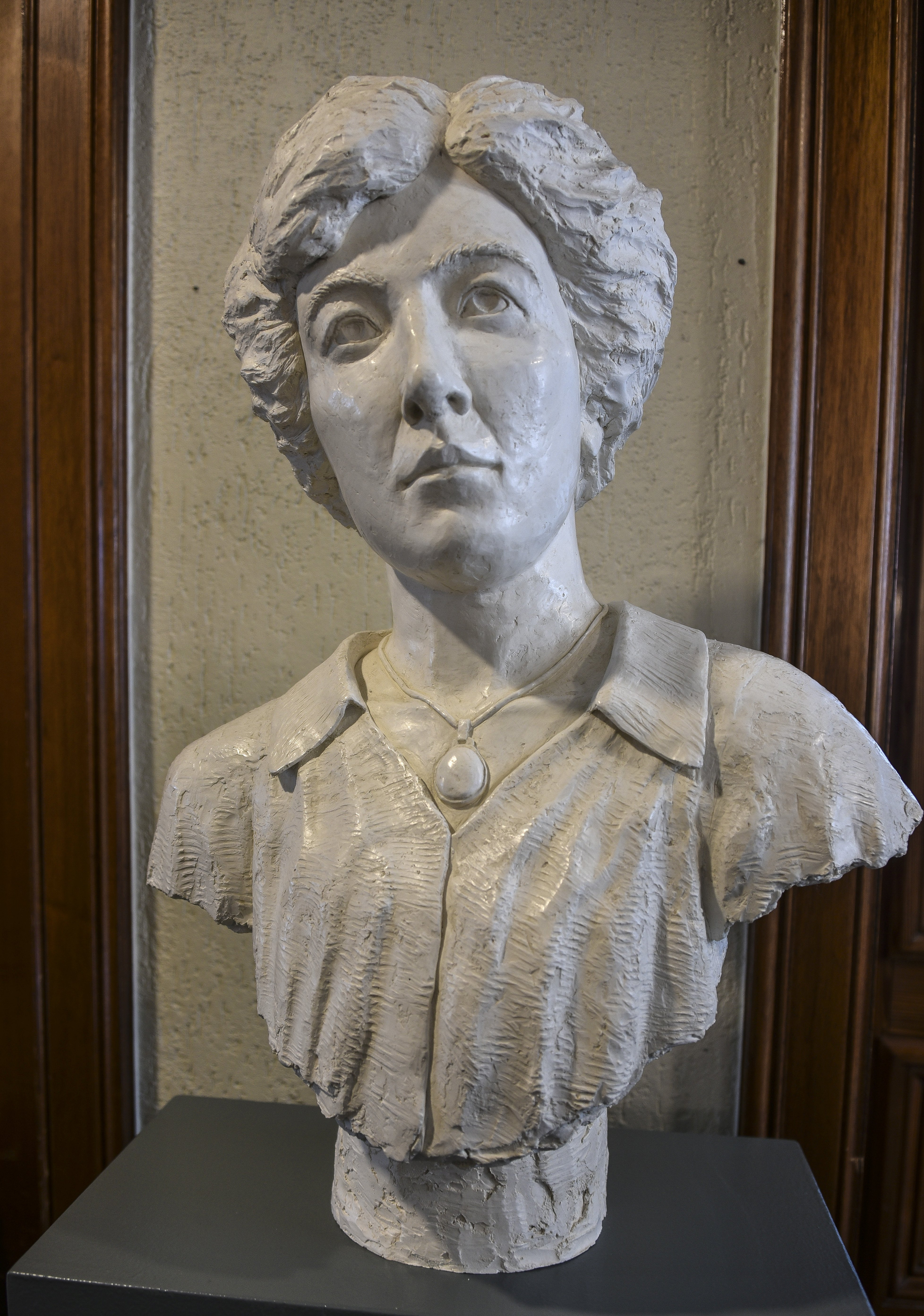
Gabrielle Petit

Gabrielle Petit (Doornik, 20 februari 1893 – Schaarbeek, 1 april 1916) was een Belgisch verzetsstrijdster uit de Eerste Wereldoorlog. Rond haar dood voor het vuurpeloton werd een nationale cultus gecreëerd.

## Biografie
Petit kwam uit een verarmde familie van belastingontvangers. Toen haar moeder overleed, plaatste haar vader Gabrielle en haar zus in een weeshuis. Op haar vijftiende moest ze van school af. Ze ging in Brussel wonen, waar ze werkte in winkels en kroegen. Als vrouw alleen was het geen makkelijk leven. Ze was vaak depressief en ondernam een zelfmoordpoging.

### Eerste Wereldoorlog
Bij het uitbreken van de Eerste Wereldoorlog was ze verloofd met een militair. Hij raakte gewond aan het front en ontsnapte uit krijgsgevangenschap. Ze hielp hem via Nederland naar Engeland te vluchten, zodat hij zich weer bij het Belgische leger aan de andere kant van het front kon voegen. Omdat ze als vrouw niet aan zijn zijde kon strijden, wilde ze verpleegster worden en gaf ze zich op als vrijwilligster voor het Rode Kruis. In Folkestone werd ze geworven door het Londense kantoor van John Wallinger van de Britse inlichtingendienst.
In Engeland kreeg ze een korte opleiding die haar moest voorbereiden op spoorwegspionage. In juli 1915 was ze terug in Brussel. De Duitse troepenbewegingen per spoor werden door haar doorgegeven aan de geallieerden. Gebruikmakend van vermommingen reisde ze door België en Noord-Frankrijk. De Duitse geheime politie hield haar aan maar liet haar bij gebrek aan bewijzen weer gaan. Ze ging voort onder de schuilnaam Legrand (de grote, het omgekeerde van haar echte naam). De rapporten schreef ze op kleine blaadjes zijdepapier die ze in haar kleding verstopte. Ze moest zelf koeriers vinden en wist dat dit erg riskant was omdat de Duitsers hun infiltranten goed betaalden.

### Veroordeling en executie
Op 2 februari 1916 liep ze in de val. Ze werd verraden, gearresteerd en na een proces achter gesloten deuren ter dood veroordeeld voor "krijgsverraad bestaande uit verspieding". Ze weigerde een genadeverzoek te ondertekenen, hoewel de Franse spionne Louise de Bettignies gratie had verkregen. In de gevangenis van Sint-Gillis schreef ze op de muur: "Ik vraag geen genade, om de mof te laten zien dat ik mijn voeten aan hem veeg". Uit de gevangenis schreef ze aan haar zus Hélène ("ik zal hen tonen hoe een Belgische vrouw weet te sterven") en aan haar meter ("geen blinddoek"). Op 1 april 1916 werd ze voor het vuurpeloton gezet aan de Nationale Schietbaan te Schaarbeek.

## Nagedachtenis
De dood van Petit veroorzaakte meer deining dan de Duitsers hadden verwacht, hoewel de meeste Belgen het nieuws pas na de oorlog vernamen. In bezet Brussel droeg de latere kardinaal Cardijn een Te Deum aan haar op voor een volle Sint-Goedelekathedraal. In een lastercampagne stelden de Duitsers dat ze het voor het geld had gedaan en zich had geprostitueerd. 
Na de oorlog ontstond een cultus rond Petit. Haar cel in de gevangenis van Sint-Gillis functioneerde een tijd als erkenningsplaats en werd tot 1986 leeg gehouden. De originele celdeur bleef tot op heden bewaard. Haar lichaam werd in mei 1919 herbegraven op de begraafplaats van Schaarbeek in aanwezigheid van koningin Elisabeth. Op het Brusselse Sint-Jansplein kreeg ze in 1923 een monument dat plechtig werd ingehuldigd. Het werk van Égide Rombaux (1865-1942) was het eerste standbeeld voor een vrouw uit de werkende klasse op Europees grondgebied. Ook in haar geboortestad Doornik werd, in 1924, een standbeeld opgericht.
In 2005 werd ze  in Vlaanderen en Wallonië genomineerd voor de titel De Grootste Belg. In de Waalse versie eindigde ze op nummer 85 en in de Vlaamse op 94.

## In de kunst
In 1920 en 1928 werden films over haar leven gemaakt. Er werden ook toneelstukken en gedichten over haar geschreven. In Brussel en Doornik staan standbeelden van haar. 
David Van Reybrouck publiceerde in 2007 de roman Slagschaduw, waarin een journalist zoekt naar het verleden van de dame die ooit model stond voor het standbeeld van Petit.

## Galerij

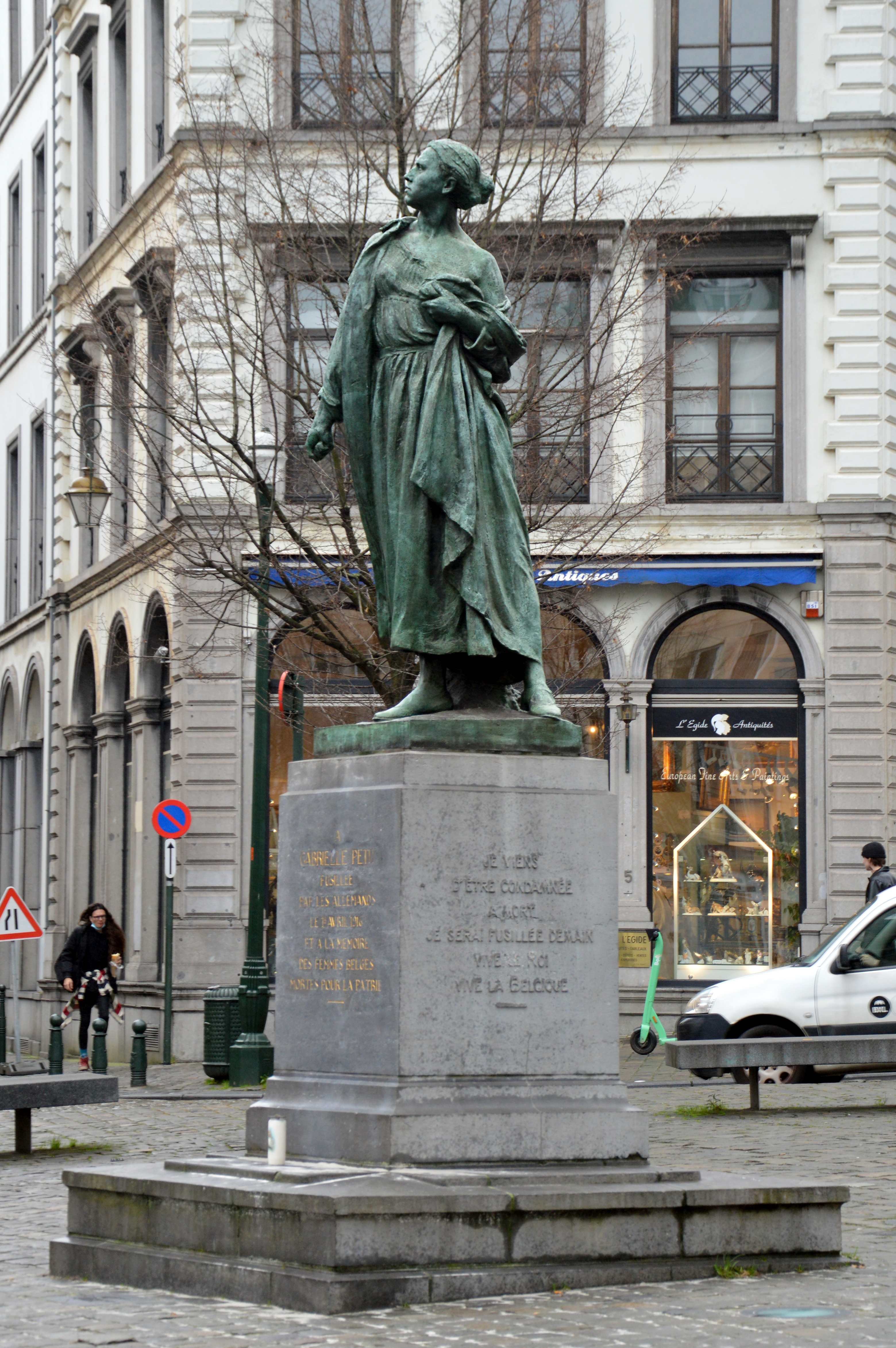
Standbeeld van Gabrielle Petit op het Sint-Jansplein in Brussel
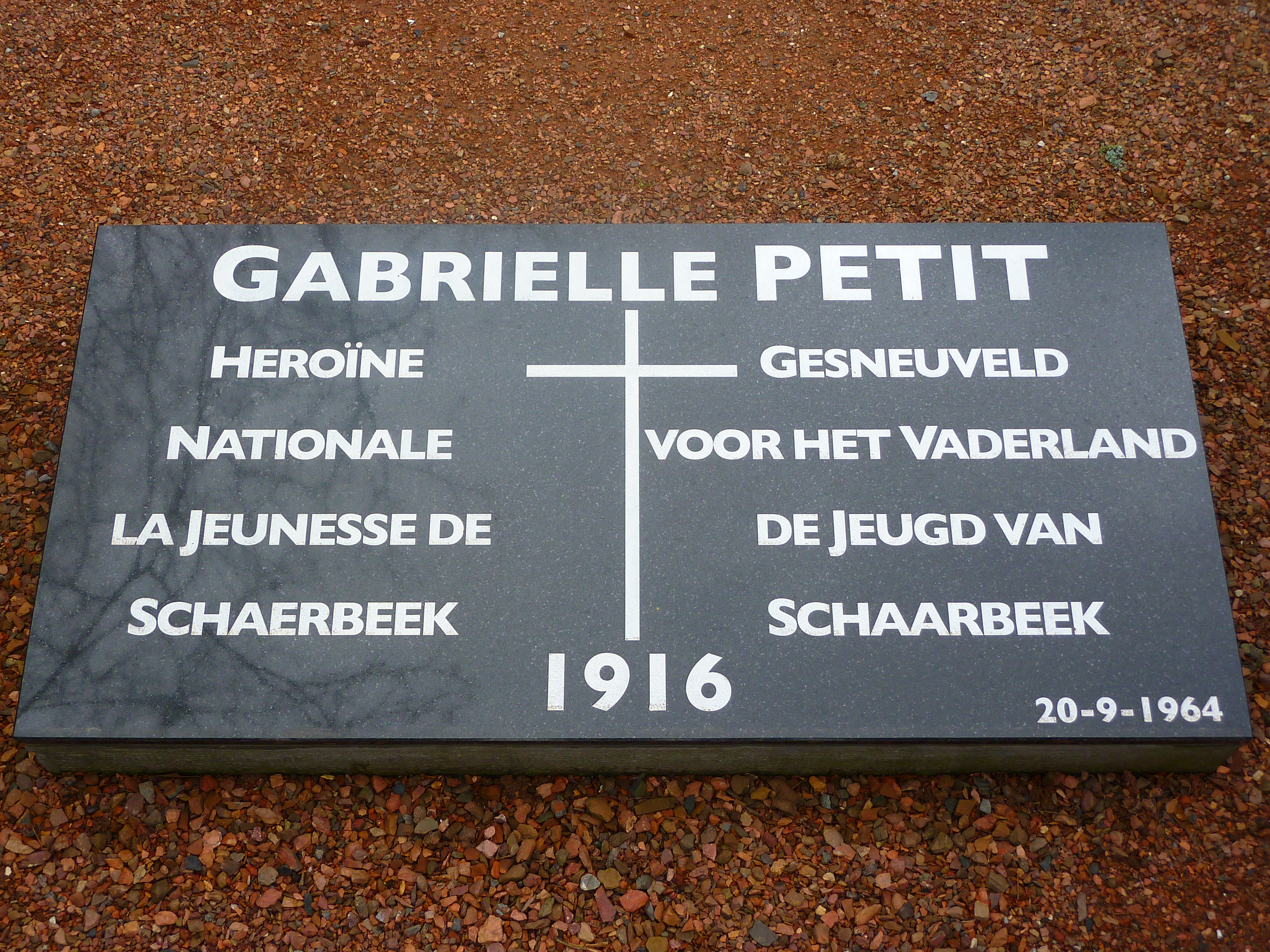
Gedenkplaat op de Begraafplaats van Schaarbeek
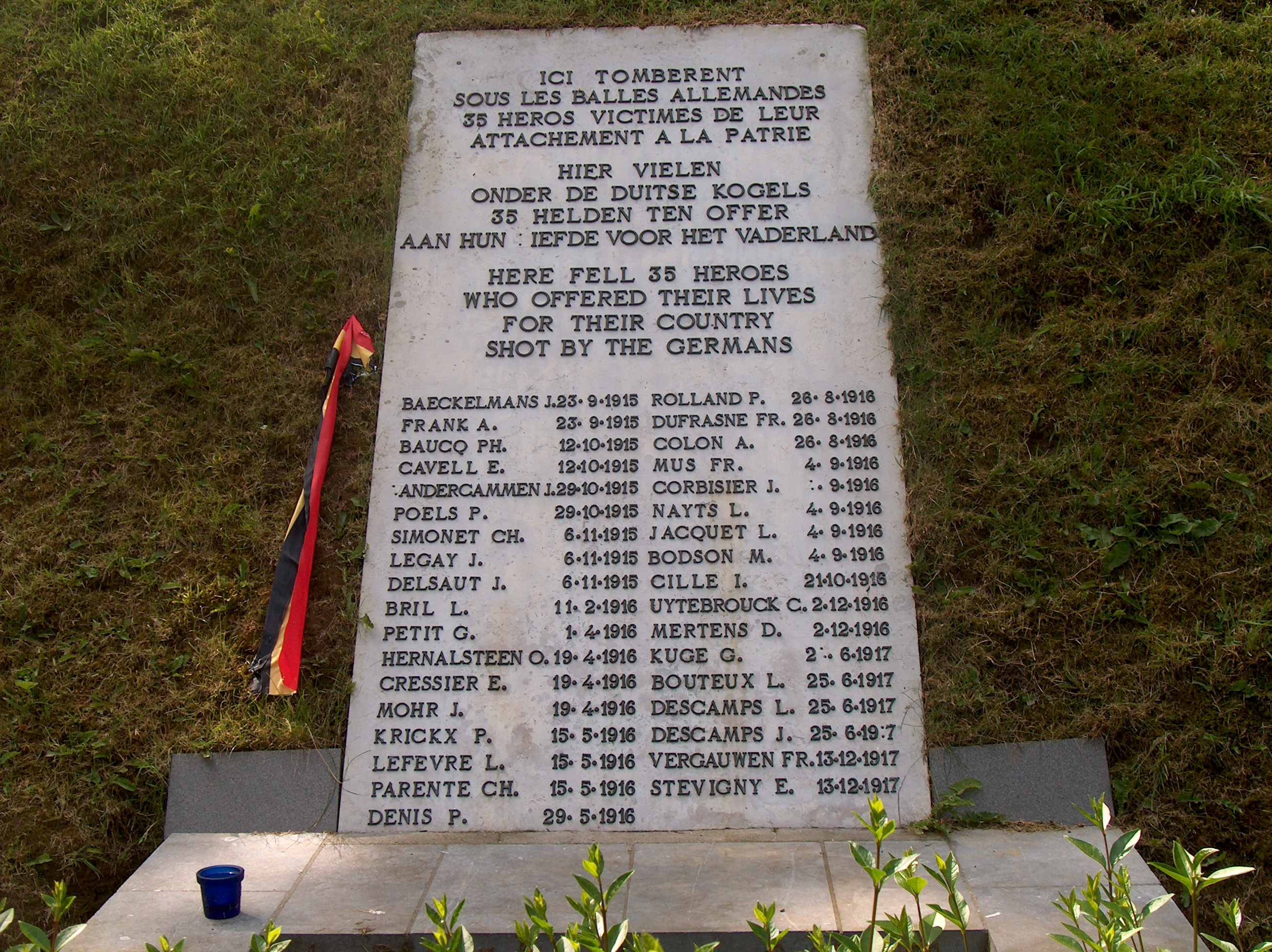
Ereperk der Gefusilleerden
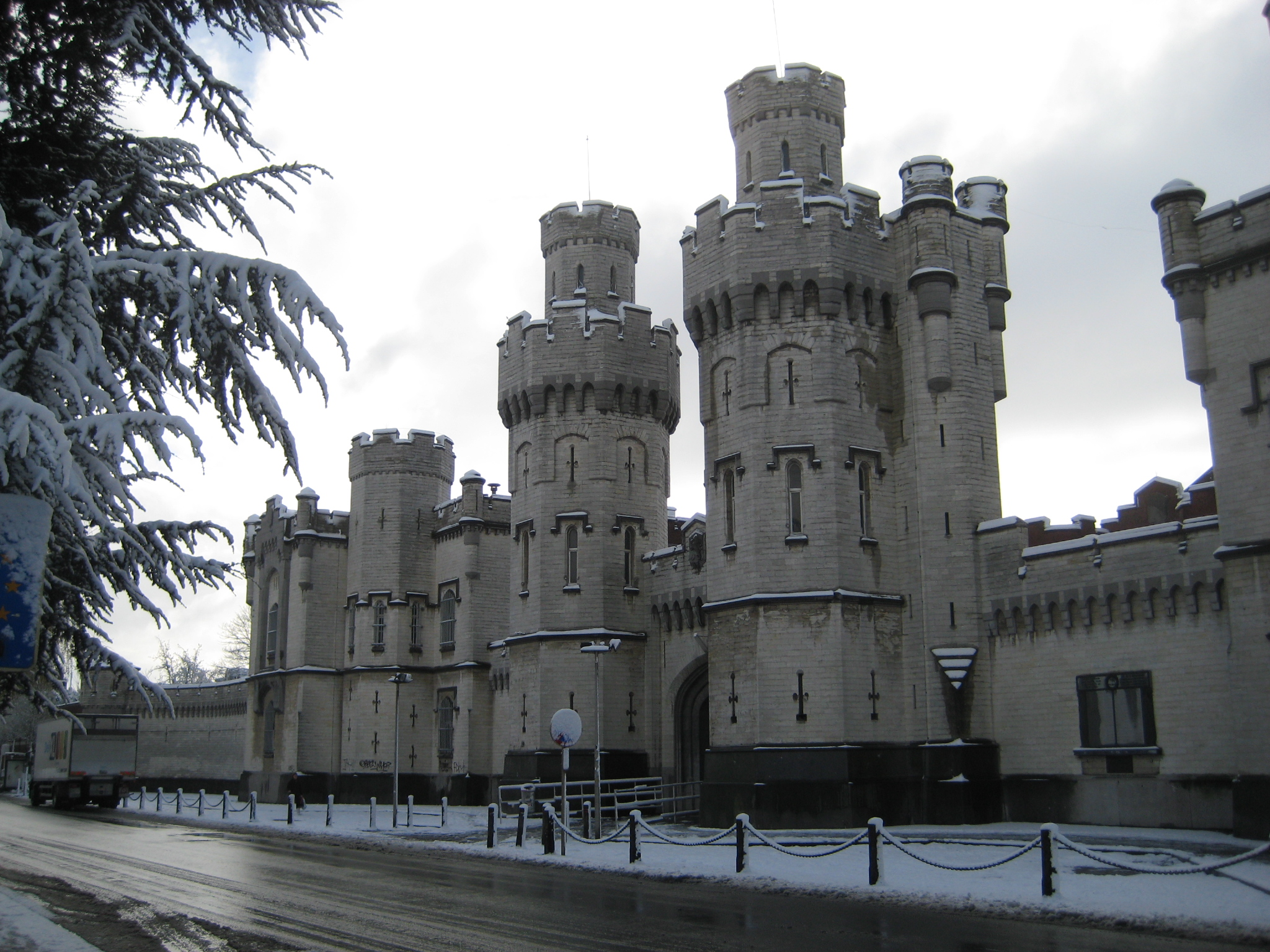
Gevangenis van Sint-Gillis
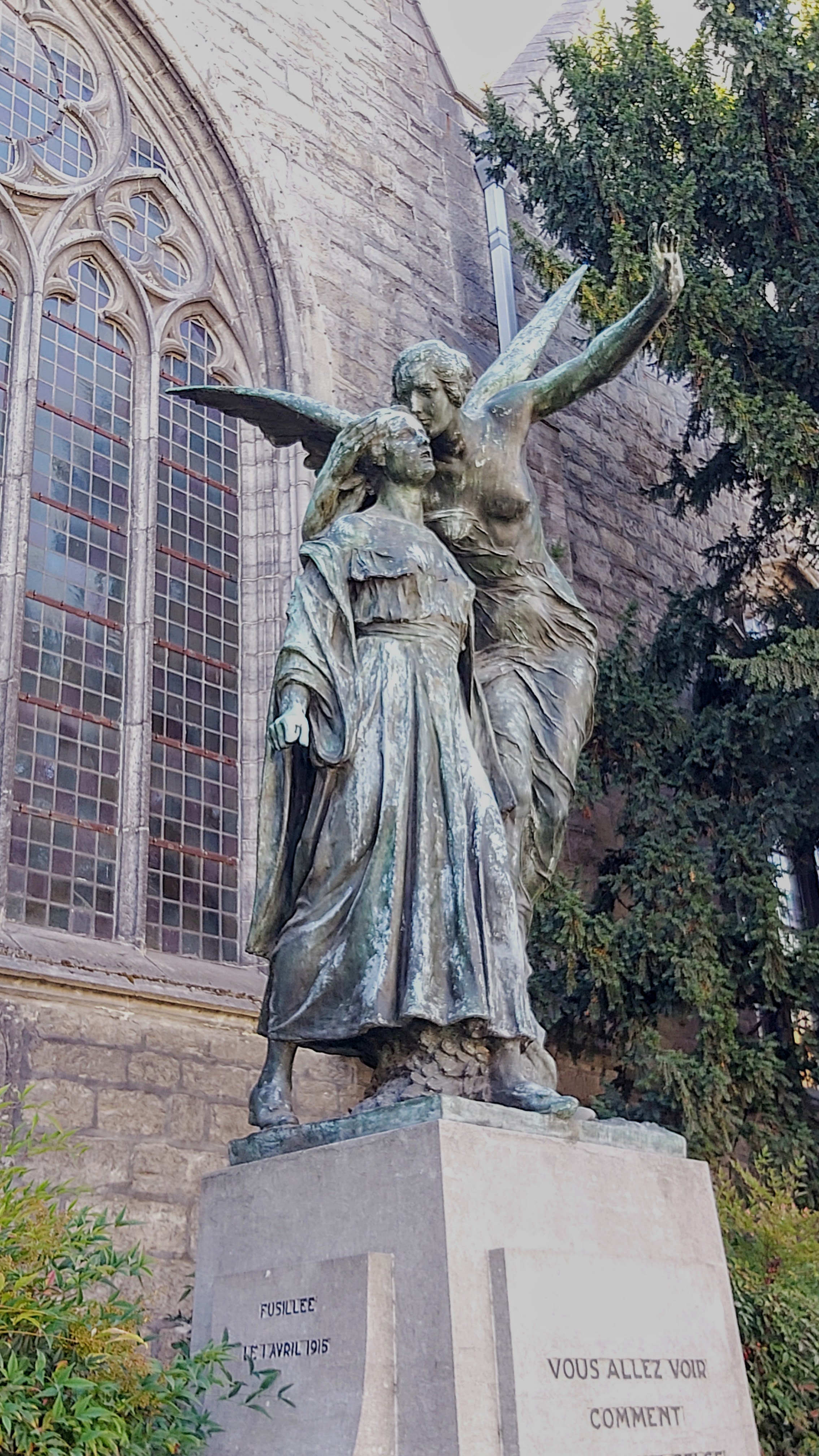
Standbeeld in Doornik
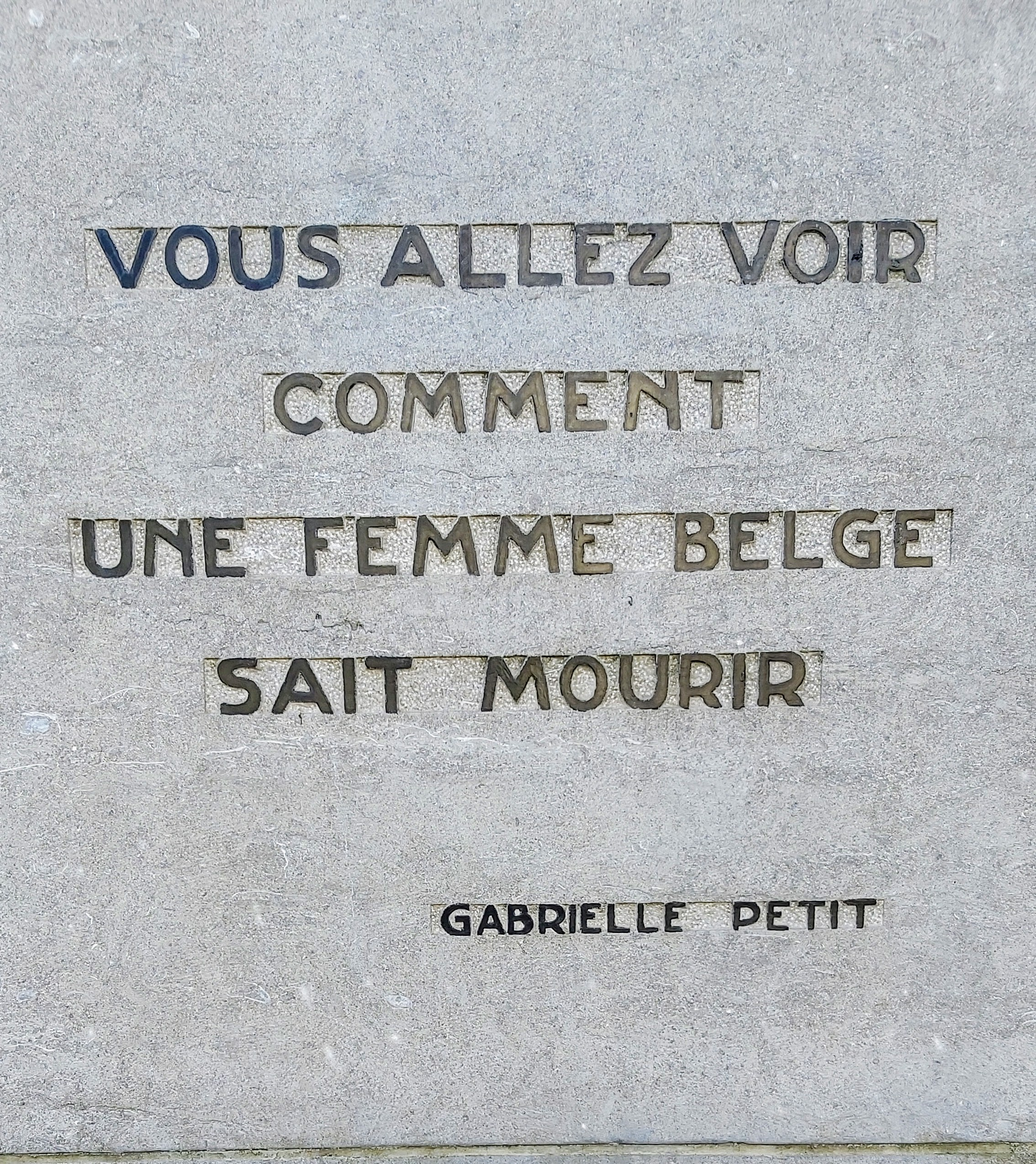
Opschrift Standbeeld in Doornik